# 11268 Spassky
11268 Spassky eller 1985 UF5 är en asteroid i huvudbältet som upptäcktes den 22 oktober 1985 av den sovjetisk-ryska astronomen Ljudmila Zjuravljova vid Krims astrofysiska observatorium på Krim. Den är uppkallad efter den ryske ingenjören Igor' D. Spassky.